# Elden Campbell
Elden Jerome Campbell (ur. 23 lipca 1968 w Los Angeles) – amerykański koszykarz, występujący na pozycjach skrzydłowego oraz środkowego, mistrz NBA z 2004 roku.

## Osiągnięcia
NCAA
- Zaliczony do I składu ACC (1990)[2]

NBA
- Mistrz NBA (2004)[1]
- 2-krotny wicemistrz NBA (1991, 2005)[1]